# Instituto Nacional de Industria
Narodowy Instytut Przemysłu (INI) – hiszpański państwowy holding przemysłowy.
INI został założony 25 września 1941 roku, mając na celu wspieranie rozwoju hiszpańskiego przemysłu i samowystarczalności hiszpańskiej gospodarki. INI był głównym założycielem wielu hiszpańskich firm, takich jak SEAT (motoryzacja) czy Iberia (linie lotnicze). Mimo swojej nieefektywności, INI odegrał istotną rolę w ożywieniu zacofanej gospodarki Hiszpanii z początku lat 40. XX wieku. W 1980 roku, kiedy hiszpańska gospodarka całkowicie otwarła się na handel międzynarodowy, a kraj przyłączył się do Europejskiej Wspólnoty Gospodarczej, INI straciła rację bytu. Większość jego spółek zostało sprywatyzowanych w latach 80. i początku 90. W tym procesie, Ensidesa został przejęty przez Arcelor, SEAT przez Volkswagen AG, Enasa przez Iveco, Calvo Sotelo przez Repsol. Tylko Iberii udało się utrzymać niezależność.
Resztki koncernu INI działają obecnie pod nazwą Sociedad Estatal de Participaciones Industriales.